# Janos
Janos es un pueblo del estado mexicano de Chihuahua, localizado en el extremo noroeste del territorio, cercano a la frontera con Estados Unidos y con el estado de Sonora, es cabecera del Municipio de Janos. Según el conteo de población y vivienda de 2005 realizado por el INEGI tiene una población de 2567 habitantes, a un altitud de 1380 m s. n. m. y en las coordenadas 30°53′16″N 108°11′24″O / 30.88778, -108.19000.

## Historia
Ubicada en el extremo norte de la Nueva Vizcaya en los límites con Nuevo México y en medio del desierto y de tribus indígenas hostiles, la región de Janos tardó mucho en ser explorada y colonizada por los españoles. Como en otras regiones, los primeros que se aventuraron a ella fueron los misioneros franciscanos, que durante el siglo XVII se dedicaron a la exploración y conversión de los grupos indígenas de la región. Fueron padres franciscanos los que el año de 1640 fundaron lo que hoy es el pueblo de Janos como una misión y le dieron el nombre de Soledad de Janos. El nombre proviene de la principal tribu de la región, los janos, hoy extinta. 
En su Memorial de 1630, el misionero franciscano Alonso de Benavides menciona a los Janos ("Hanos") y Suma entre las "tribus feroces" que vivían a lo largo de la ruta de caravanas entre los asentamientos españoles en México y Nuevo México. En 1640, se estableció una misión llamada Nuestra Señora de la Soledad de los Janos para cristianizar a estas y otras tribus de nativos americanos. La ubicación inicial de la misión está en duda. Posiblemente estaba cerca de la futura ciudad de Janos, o posiblemente cerca de El Paso, Texas. En la década de 1680 la misión fue destruida por un levantamiento de los Suma y Janos y otras tribus. Otra persona, probablemente relacionada, los Jocomes también se hizo prominente cerca de Janos.

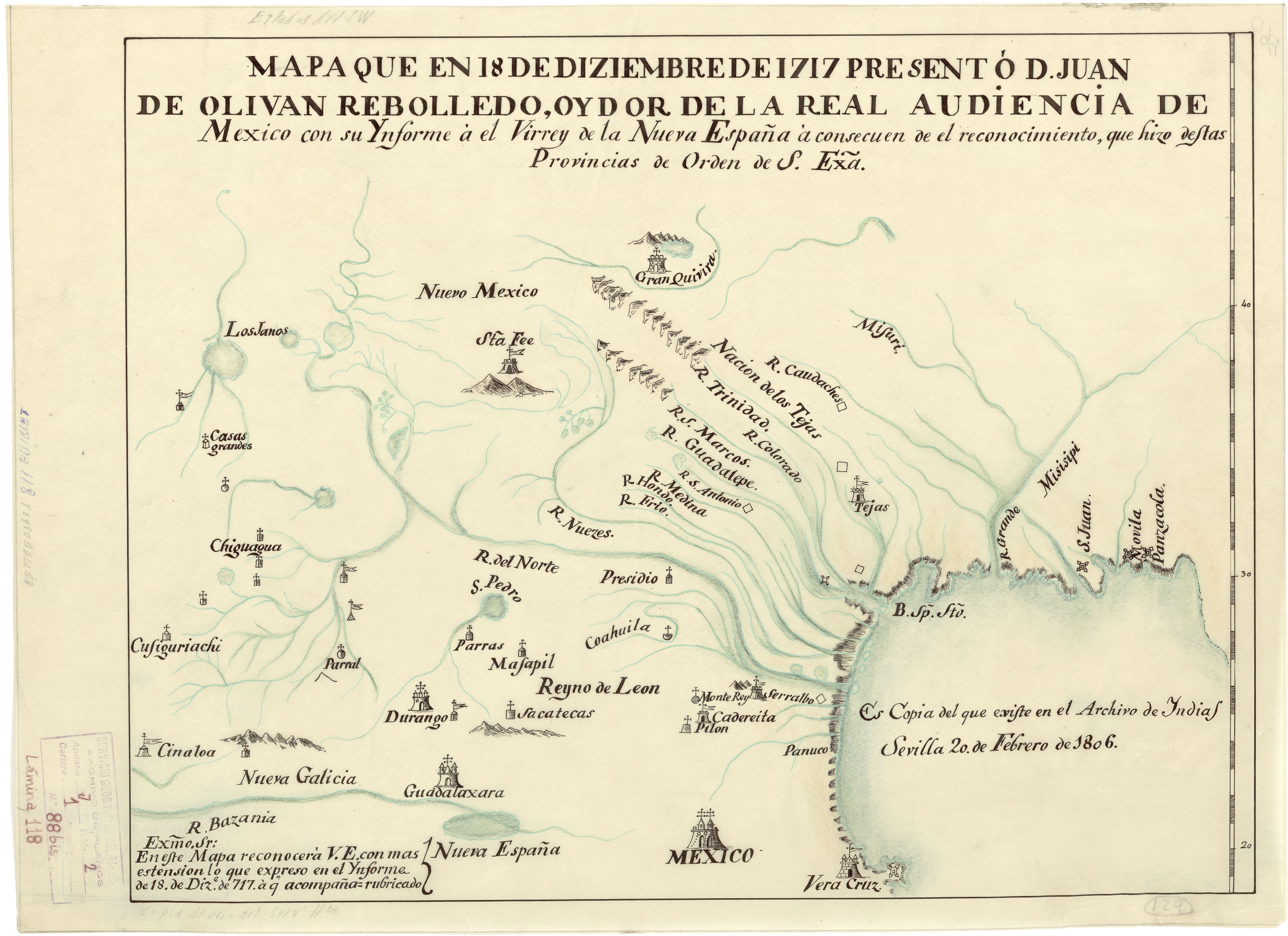
Los Janos en el mapa de 1717 del norte del virreinato de Nueva España

En 1686 el gobernador español ordenó al capitán Juan Fernández de la Fuente que enviara tropas a Janos para establecer un presidio (fuerte). Fue nombrado Presidio de San Felipe y Santiago de Janos y en 1717 la misión franciscana fue restablecida entre los janos y jocomes. En 1692, sin embargo, un nuevo pueblo, los apaches, se registró por primera vez dentro de las fronteras de Nueva España, habiendo emigrado desde más al norte. Los Sumas, Janos y Jocomes desaparecieron gradualmente de los registros españoles, probablemente sometidos por los Apaches o, en el caso de algunos de los Sumas, convirtiéndose en parte de la población nativa americana destribalizada de El Paso, Texas.  Janos fue uno de los 18 presidios ubicados principalmente cerca de la frontera norteña de Nueva Vizcaya creados para defender los asentamientos de los ataques de los apaches y más tarde de los comanches. Las quejas de los apaches incluían las frecuentes incursiones de esclavos de los españoles y sus aliados nativos americanos que resultaron en la captura y esclavitud de muchos apaches y otros pueblos.  Janos fue posiblemente el más importante de los presidios con un complemento eventual de 144 soldados, más auxiliares extraídos de nativos americanos y civiles que vivían cerca. Poca información sobrevive sobre el presidio de Janos antes de 1750, aunque en 1737 un escritor español mencionó la devastación causada por las incursiones apaches.  Décadas de incursiones apaches y represalias españolas culminaron en la década de 1770. En Nueva Vizcaya (actualmente estados de Chihuahua y Durango) entre 1771 y 1776, se registraron 1674 muertes de súbditos españoles, 154 fueron capturados, 100 ranchos fueron abandonados y 68 000 cabezas de ganado fueron robadas. Varias grandes expediciones españolas dirigidas por Hugo O'Conor de Janos y otros presidios fueron lanzadas e infligieron muertes sustanciales entre los apaches.  A pesar de los problemas con los apaches, la ciudad de Janos fue fundada alrededor de 1778 y la población civil comenzó a crecer lentamente.
En 1807 se terminó una capilla, Nuestra Señora del Pilar. Los españoles comenzaron a implementar programas de pacificación. En 1790, los apaches fueron invitados a establecerse en Janos a cambio de regalos de alimentos y otros suministros. En 1793, 368 apaches fueron contados en Janos como "pacificados". Ese número fluctuaría, pero generalmente se mantendría en cientos hasta cerca del final del programa de pacificación en 1831. A cambio de sus promesas de paz, cada hombre apache recibía semanalmente dos almudes (aproximadamente 15 litros) de maíz o trigo, un paquete de cigarrillos, un pastel de azúcar moreno, sal y (cuando estaba disponible) 1/32 de un novillo descuartizado. Los jefes recibieron más azúcar y cigarrillos, y las mujeres y los niños recibieron una cantidad reducida de alimentos. A los apaches se les permitió buscar comida adicional. Los apaches también recibieron ropa y algunos artículos adicionales, según fuera necesario. Los españoles dieron caballos y otros regalos a los líderes apaches favorecidos. A cambio, los apaches debían abstenerse de la guerra, aprender agricultura y cultivar. Se esperaba que se unieran y guiaran las expediciones españolas contra los apaches en guerra, aunque los años 1790 a 1820 fueron años de relativa paz. Algunos apaches se convirtieron en cristianos y algunas mujeres apaches se casaron con hombres españoles.
Las incursiones de colonos blancos en tierras apaches aumentaron después de la Independencia de México en septiembre de 1821 y la práctica de dar raciones a los apaches pacificados terminó en 1831, durante la Primera República Federal. Casi todos los apaches abandonaron los presidios, incluido Janos, y reanudaron sus vidas tradicionales, incluidas las incursiones. En 1858, la madre, la esposa y los tres hijos del líder apache Gerónimo se encontraban entre los muertos cerca de Janos en una masacre por una fuerza militar mexicana de Sonora. Gerónimo en el momento de la masacre estaba en Janos comerciando con comerciantes locales.

## Clima

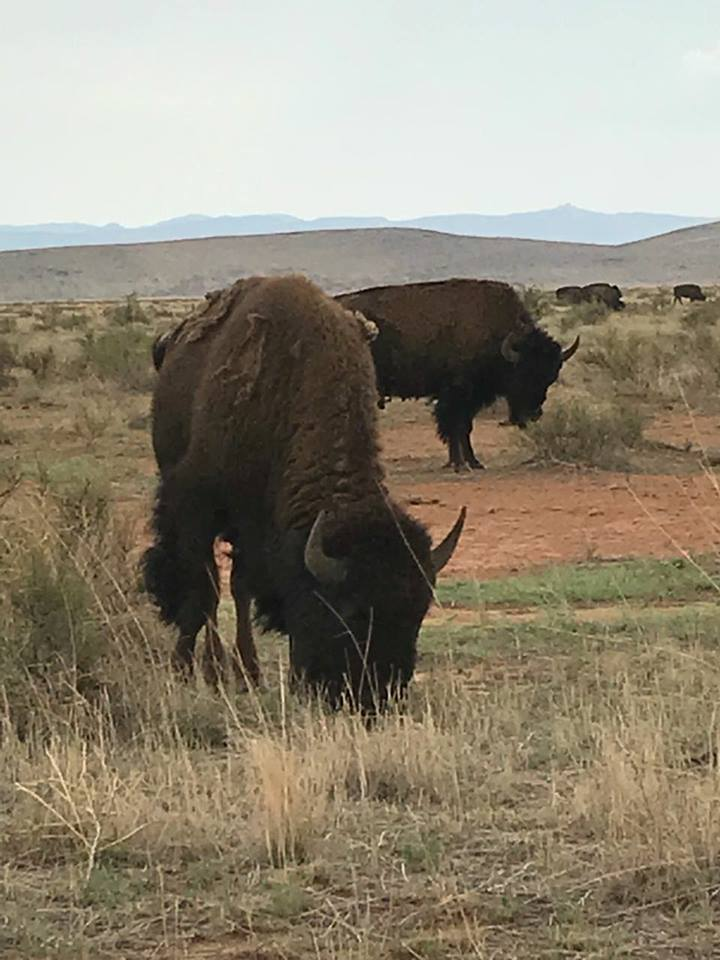
Bisonte americano en la reserva del Rancho el Uno, municipio de Janos

Janos tiene un clima semiárido (clasificación climática de Köppen BSk). [15] En el sistema de clasificación climática de Trewartha, Janos tiene un clima BSbk (estepa semiárida con veranos cálidos e inviernos frescos). Los inviernos son soleados con un promedio de enero de 7.1 °C (44.8 °F), pero las temperaturas caen regularmente por debajo del punto de congelación. [16] La ciudad puede tener 2 o 3 nevadas por año. [16] Junio es el mes más cálido con un promedio de 22.3 °C (72.1 °F). La mayor parte de la precipitación cae de julio a octubre durante la temporada de monzones. La temperatura más alta registrada fue de 45.0 °C (113.0 °F) el 21 de agosto de 1979 y la temperatura más baja registrada fue de -13 °C (8.6 °F) el 9 de diciembre de 1978. [17]